# Fridolf Andersson
Fridolf Andersson, född 1888, död 1949, var en finländsk musiker, organist och körledare.

## Biografi
Efter sex års studier vid Helsingfors musikinstitut var Andersson en tid medlem av Helsingfors stadsorkester. Han överflyttade 1914 till Lovisa som reselärare vid Östra Nylands sång- och musikförbund, den första i sitt slag i Finland. Här verkade han som instruktör och ledare för ända till tio blandade körer årligen, och var huvudledare vid förbundets sång- och musikfester. Han blev senare även klockare och organist i Lovisa och en av de främsta ledarna inom den nyligen uppkomna kyrkosångsrörelsen i det svenska Finland.